# Mysteries
Mysteries från 1976 är ett musikalbum med Keith Jarretts ”American Quartet” utökad med slagverkaren  Guilherme Franco . Albumet är inspelat i december 1975 i Generation Sound Studios i New York.

## Låtlista
All musik är skriven av Keith Jarrett.
1. Rotation – 11:02
2. Everything That Lives Laments – 10:03
3. Flame – 6:10
4. Mysteries – 15:08

## Medverkande
- Keith Jarrett – piano, flöjt, slagverk
- Dewey Redman – tenorsaxofon, suona, slagverk
- Charlie Haden – bas
- Paul Motian – trummor, slagverk
- Guilherme Franco – slagverk